# مطبخ جزر فوكلاند

علم جزر فوكلاند

مطبخ جزر فوكلاند مبنيَّة على المطبخ البريطاني، التي نقله المستوطنون البريطانيون الممثلين لغالبية السكان.
حيث يعتمد كثيرًا على الخضار المزروعة منزليًا وعلى لحم البقر والضأن والأسماك.
أما الحلويات فهي تعتمد على الشاي والقهوة والبسكويت المنزلي.

## الأطباق الشعبية
الأطباق الشعبية تشمل

### المأكولات البحرية
كدولة جزرية، تتمتع المأكولات البحرية بشهرة طبيعية في جزر فوكلاند وذات نوعية ممتازة.
تشمل الأطباق بلح البحر والمحار والسكالوب وسرطان البحر.
الأسماك المفضلة في جزر فوكلاند سمك السلمون وتقدم مع الفطائر أو الخضار على البخار.

### السمك والبطاطس
مثلما هو الحال في بريطانيا، تعد السمك والبطاطس وجبة شهيرة بشكل لا يصدق في جزر فوكلاند، ويوجد في ستانلي، عاصمة البلاد، متجر أسماك وشرائح خاص بها.

### لحم الضأن ولحم البقر
تشتهر جزر فوكلاند باللحوم العضوية التي تتم رعايتها في سهول الجزر.
أطباق لحم الضأن جديرة بالملاحظة بشكل خاص، ويتم تقديمها دائمًا مع الخضروات المحلية الطازجة.

### ديلي سموكو
يعتقد أن هذا المصطلح كان في الأصل من البحرية التجارية البريطانية في وقت مبكر من عام 1865 في إشارة إلى استراحة للسجائر.
ومع ذلك، في جزر فوكلاند، هو شاي بعد الظهر يقدم مع الكعك والبسكويت محلي الصنع.

### Diddle Dee Berry
هو توت حلو المذاق الذي يوجد في جزر فوكلاند وكذلك شيلي والأرجنتين. وكثيراً ما يصطدم به السكان في مأزق بسبب مذاقه الفريد.

### مشروبات
- بما أنه لا توجد ضرائب على الكحول في جزر فوكلاند، فإن أسعار البيرة معقولة.
- الشاي هو أيضا الشراب الشعبي.
- القهوة أيضا تعتبر شراب شعبي